# بازرنغ (سررود الجنوبي)
بازرنغ (بالفارسية: بازرنگ) هي قرية تقع في إيران في قسم سررود الجنوبي الريفي. يقدر عدد سكانها بـ 437 نسمة بحسب إحصاء 2016.